# كريستوفر ييتس
كريستوفر ييتس (10 أغسطس 1981 بألدرشوت في المملكة المتحدة - )  (بالإنجليزية: Christopher Yates)‏ هو لاعب كريكت بريطاني. لعب مع Hampshire Cricket Board ‏.